# Marko Pavićević
Marko Pavićević (Марко Павићевић; sinh 3 tháng 9 năm 1986) là một cầu thủ bóng đá Serbia thi đấu ở vị trí tiền đạo cho Voždovac.

## Danh hiệu
Sevojno
- Cúp bóng đá Serbia: Á quân 2008–09[2]